# Fågelsången, Norrtälje
För andra betydelser, se Fågelsången.
Fågelsången är ett bostadsområd i Norrtälje, Stockholms län, uppkallad efter Fågelsångsvägen som går igenom området. Fågelsångsvägen gick till en början ända ifrån centrala Norrtälje men är nu en huvudväg igenom Fågelsången. Den äldsta bebyggelsen i området finns längs Fågelsångsvägen. Stadsdelen är belägen i stadens nordöstra delar och gränsar till Solbacka. Stadsdelen är till största delen byggt under 1970-talet. Men under 1990-talet byggdes ett bostadsområde i norra Fågelsången med radhus. I området finns förutom bostäder även Norrtälje Fångvårdsanstalt.

## Gatunamn
Andra gator i Fågelsången är namngivna efter växter och djur till exempel Nyponvägen, Tjädervägen, Lingonvägen och Hjortronvägen.